# Nakaharanus nakaharae
Nakaharanus nakaharae är en insektsart som beskrevs av Matsumura 1914. Nakaharanus nakaharae ingår i släktet Nakaharanus och familjen dvärgstritar. Inga underarter finns listade i Catalogue of Life.